# Степушино (Вологодская область)
Степушино — деревня в Тарногском районе Вологодской области.
Входит в состав Илезского сельского поселения, с точки зрения административно-территориального деления — в Илезский сельсовет.
Расстояние по автодороге до районного центра Тарногского Городка — 39 км, до центра муниципального образования Илезского Погоста — 4 км. Ближайшие населённые пункты — Якинская, Карчевская, Ермаковская.
По переписи 2002 года население — 6 человек.